# Calvillo
Calvillo è un comune situato nella parte sud-ovest dello Stato di Aguascalientes, in Messico approssimativamente a 52 km dalla capitale omonima.
L'insediamento è uno dei più ricchi comuni dello Stato: è il più grande produttore di guava nel Messico (al punto di esserne conosciuto come la capitale mondiale) ed è famoso per la confetteria e i liquori che hanno questo frutto come ingrediente.

## Luoghi di interesse
Il centro di Calvillo dal 2012 fa parte del programma Pueblos Mágicos.